# Plaça de la Verònica

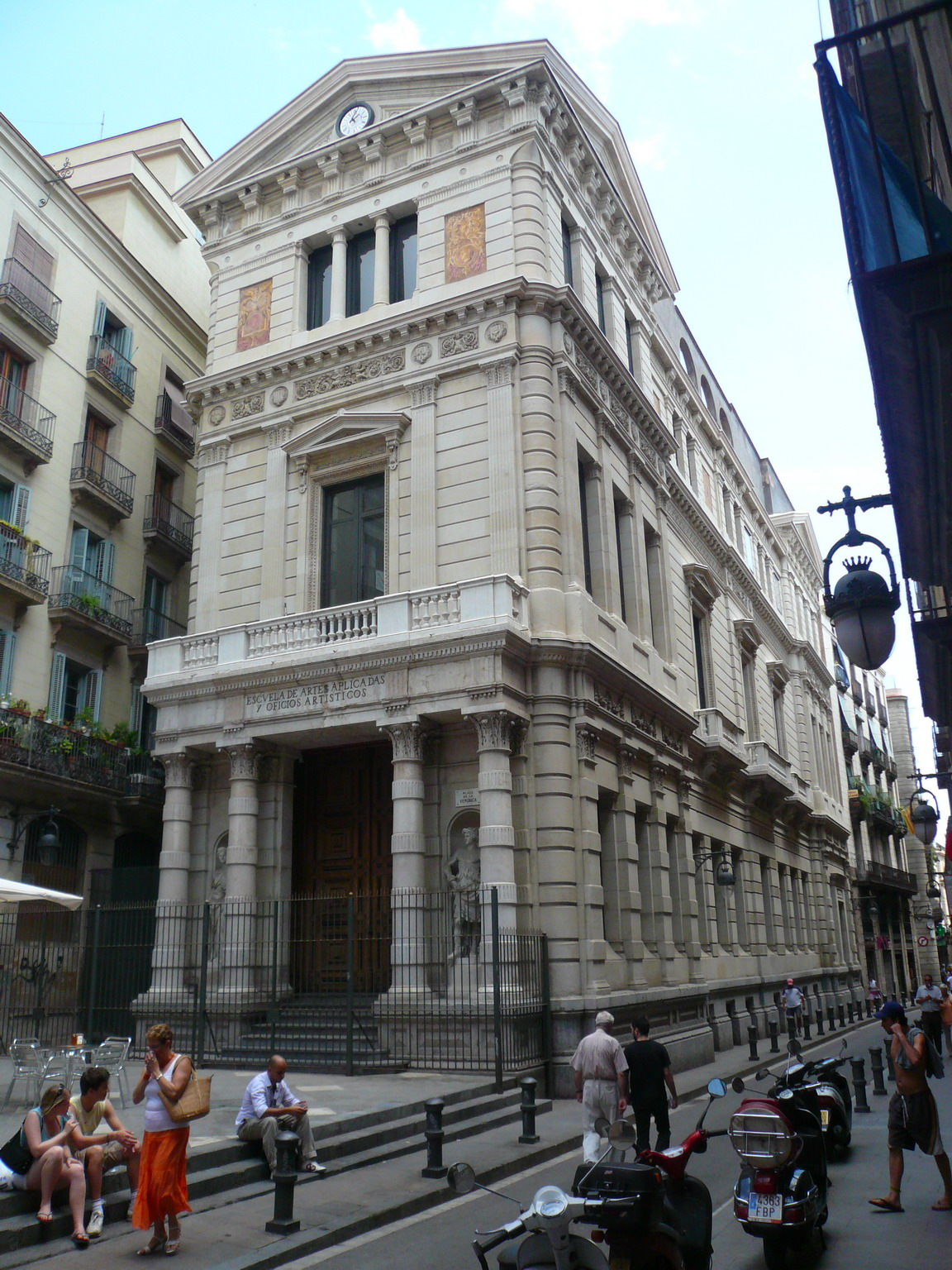
Antic Borsí o Casino Mercantil, antiga seu de l'Escola de Llotja, a la plaça de la Verònica. Es preveu que s'hi instal·li una biblioteca

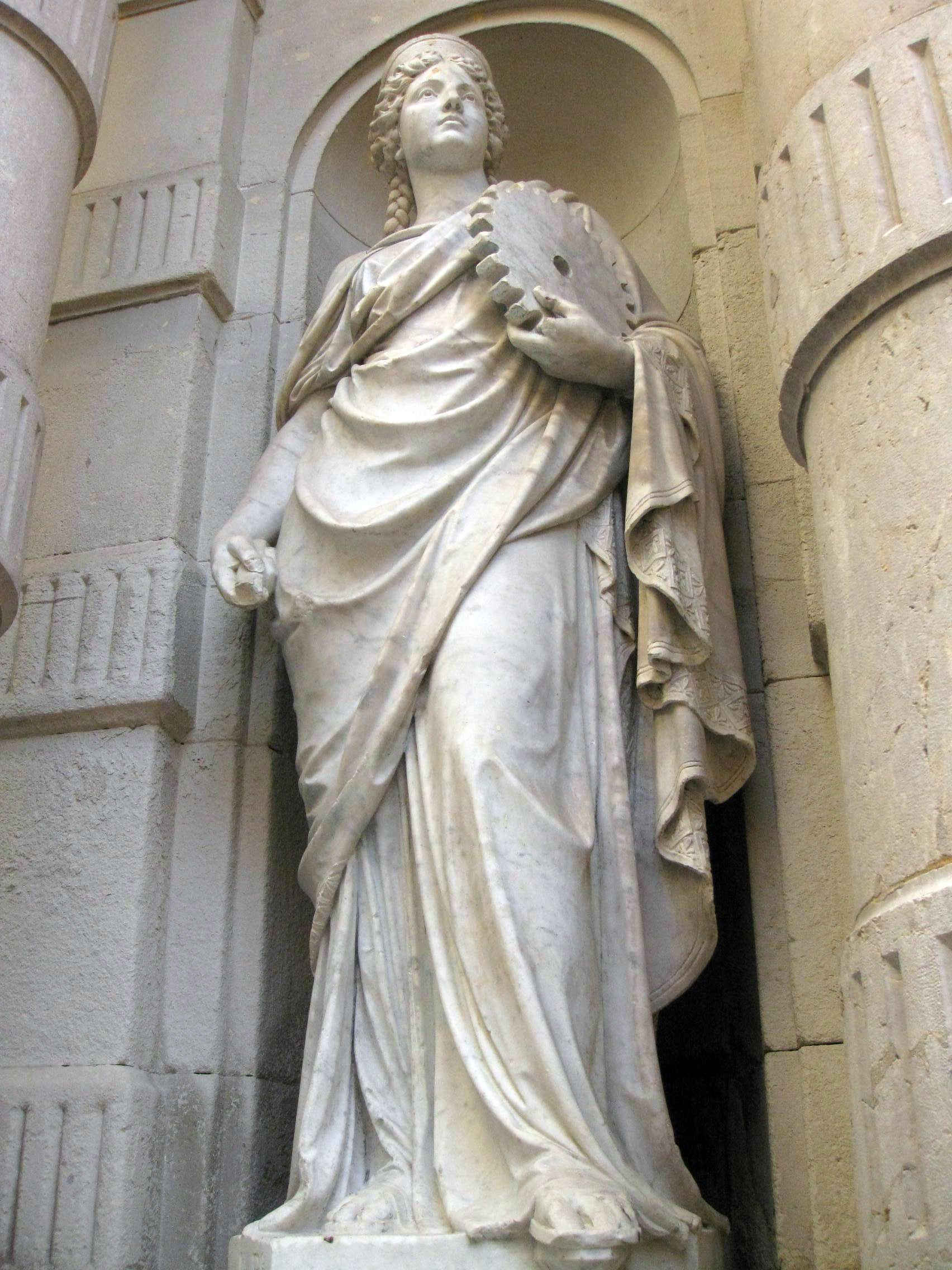
La Indústria de Joan Roig i Solé a la façana del Casino Mercantil o Borsí, antiga seu de La Llotja a la Plaça de la Verònica.

La Plaça de la Verònica de Barcelona rep aquest nom de la dona que, segons els Evangelis, eixugà la cara de Jesús mentre pujava al Calvari i li'n quedà l'empremta al drap.

## Història
Segons la tradició, sembla que en una de les cases d'aquesta plaça hi havia una representació de l'escena del Via Crucis o que en una de les cases es guardava aquest misteri per a les processons de Setmana Santa.

## Descripció
És un espai del carrer d'Avinyó, el qual s'eixampla en aquest punt formant una petita placeta amb rajoles blanques i negres, i unes taules d'una cafeteria que li confereixen un cert aire italià, un petit espai per a descansar i poder continuar pel carrer d'Avinyó. Hi destaquen els edificis de l'antic Borsí o Casino Mercantil, actualment tancat, i la casa dels Quatre Rius, famosa pels seus esgrafiats, actualment transformada en hotel.